# Skutskär
Skutskär är en läns-, landskaps- och kommungränsöverskridande tätort, huvudsakligen belägen i Älvkarleby kommun i Uppsala län i nordligaste Uppland men även innefattande Harnäs i Gävle kommun i Gävleborgs län (Gästrikland). Den uppländska delen av tätorten utgör centralort i Älvkarleby kommun.
Skutskär är en typisk bruksort dominerad av den Stora Enso-ägda pappersmassefabriken, Skutskärs bruk.
Dalälven, som flyter genom tätorten, har under många år satt sin prägel på hela regionen med sågverk, kvarnar, pappersmassaindustrier och otaliga turist- och fritidsanläggningar. Vid Dalälvens mynning, strax utanför Skutskär, hittar man smultronställen som Kläckgrund, Brämsand, Billudden och Rullsand med sina hundratals meter långa stränder.

## Historia
På 1500-talet fanns här ett skeppsvarv som byggde båtar åt flottan.
Skutskär växte under 1800-talets senare del fram som betydande industriort strax sydväst om Dalälvens mynning. Vid sekelskiftet 1900 hade orten en folkmängd på närmare 6 000 invånare. Skutskärs kapellförsamling, en del av Älvkarleby socken, hade 1932 drygt 5 400 invånare och hade en yta på drygt 13,5 km². Skutskär har bevarat sin industriella prägel och har under 1900-talet haft en obetydlig befolkningsökning. Från 1970 märks dock en liten tillbakagång.

### Befolkningsutveckling
| Befolkningsutvecklingen i Skutskär 1900–2020                                                    | Befolkningsutvecklingen i Skutskär 1900–2020 | Befolkningsutvecklingen i Skutskär 1900–2020 | Befolkningsutvecklingen i Skutskär 1900–2020 | Befolkningsutvecklingen i Skutskär 1900–2020 |
| ----------------------------------------------------------------------------------------------- | -------------------------------------------- | -------------------------------------------- | -------------------------------------------- | -------------------------------------------- |
|                                                                                                 |                                              |                                              |                                              |                                              |
| År                                                                                              |                                              |                                              | Folkmängd                                    | Areal (ha)                                   |
| 1900                                                                                            | 1900                                         |                                              | 5 820                                        | †                                            |
| 1960                                                                                            | 1960                                         |                                              | 6 392                                        |                                              |
| 1965                                                                                            | 1965                                         |                                              | 7 224                                        |                                              |
| 1970                                                                                            | 1970                                         |                                              | 7 551                                        |                                              |
| 1975                                                                                            | 1975                                         |                                              | 7 174                                        |                                              |
| 1980                                                                                            | 1980                                         |                                              | 6 724                                        |                                              |
| 1990                                                                                            | 1990                                         |                                              | 6 306                                        | 701                                          |
| 1995                                                                                            | 1995                                         |                                              | 6 225                                        | 729                                          |
| 2000                                                                                            | 2000                                         |                                              | 6 003                                        | 725                                          |
| 2005                                                                                            | 2005                                         |                                              | 6 136                                        | 727                                          |
| 2010                                                                                            | 2010                                         |                                              | 6 075                                        | 735                                          |
| 2015                                                                                            | 2015                                         |                                              | 6 279                                        | 802                                          |
| 2018                                                                                            | 2018                                         |                                              | 7 168                                        | 971                                          |
| 2020                                                                                            | 2020                                         |                                              | 6 499                                        | 801                                          |
| Anm.: 2018 uppgick Furuvik i denna tätort men utbröts 2020 † Som köpingsliknande samhälle 1900. |                                              |                                              |                                              |                                              |

## Kommunikationer

### Vägar
Den viktigaste vägen som går genom Skutskär är riksväg 76, som går från Norrtälje till Gävle efter Upplandskusten. Den ansluter till länsväg 291 i Älvkarleby. I Mehedeby, cirka 17 kilometer söder om Skutskär, ansluter länsväg 291 till E4:an.
Skutskär är en viktig knutpunkt för bussar i Norduppland. Busslinjer finns till Gävle, Tierp, Gårdskär, Karlholm, Marma, Skärplinge, Älvkarleby och Älvkarleö.

### Järnväg
Genom Skutskär går Ostkustbanan som mellan 2005 och 2016 hade en av sina ändpunkter för dubbelspåret här, men som sedan 2016 är dubbelspårig hela vägen till Gävle.
Mälartågs (tidigare Upptågets) linje mellan Uppsala och Gävle stannar i Skutskär, och större delen av dygnet går det som minst ett tåg i timmen till både Gävle och Uppsala. I rusningstid under terminerna går det två tåg i timmen till Uppsala respektive Gävle. Regionaltågsstationen ligger strax intill de centrala delarna av Skutskär.
Fram till 1975 hade Skutskär persontrafik via en äldre station längre norrut. Efter att persontrafiken lades ner används den gamla bangården som godsbangård åt Skutskärs bruk. Linjen förbi Skutskär var dock enkelspårig många år efter att persontrafiken lagts ner vilket gjorde att delar av bangården under denna tid även användes som mötesstation för passerande tåg.
Den nya regionaltågsstationen byggdes åren 2003–2005, i samband med att dubbelspåret mellan Älvkarleby station (Älvkarleö) och Skutskär byggdes, och sedan hösttidtabellens införande 2006 har Skutskär därmed åter persontrafik i och med att regionaltågen stannar på denna station som har tre spår i bruk sedan 2016, då dubbelspåret mellan Skutskär och Furuvik invigdes. Två spår används regelbundet och ett spår, det som leder till den gamla stationen, är i reserv. Regionaltågsstationen ligger strax söder om den tidigare Turkiets driftplats som i sin tur ligger några hundra meter söder om den gamla stationen.
Den gamla stationen har anslutning till den nya, dubbelspåriga banan dels via ett stickspår som går väster om den gamla stationen men även söderifrån via en kort bit av den gamla banan via den nya stationen.

## Näringsliv

### Skutskärs bruk

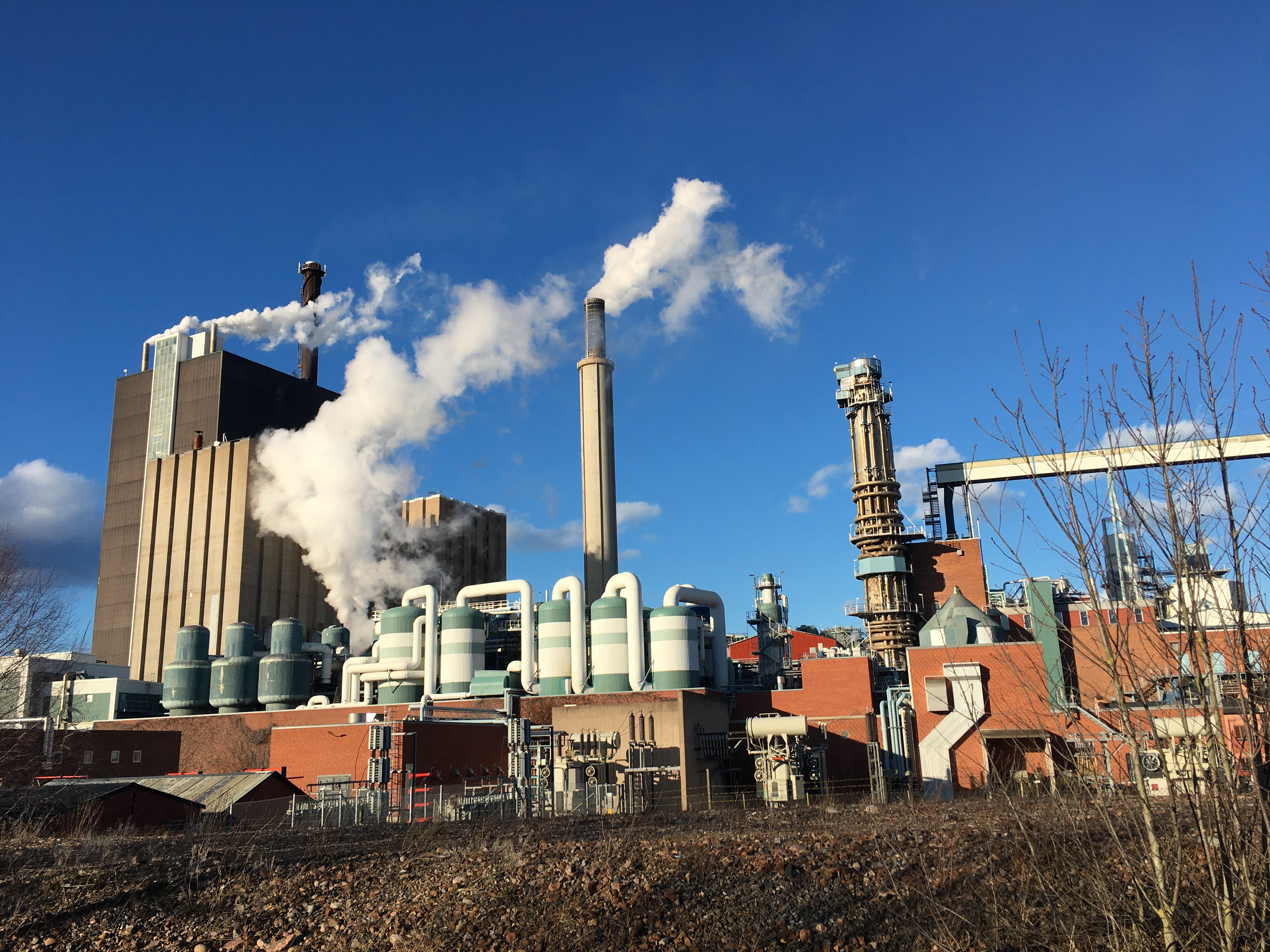
Skutskärs bruk

Skutskärs sågverk tillkom 1869 genom den norska trävarufirman Astrup & Sörensen. Sågverket tillkom i stället för en planerad utvidgning av kronsågen vid Älvkarleby kungsgård. Sågverket förbands genom en elva kilometer lång flottningskanal med Dalälven uppströms Älvkarleö bruk. Skutskärs sågverk köptes 1885 av Stora Kopparbergs Bergslag, som till Skutskär hade koncentrerat den sågverksrörelse vilken tidigare bedrivits på flera platser; Domnarvet, Falun och Korsån. 1894 anlades sulfatfabriken och 1900 anlades sulfitfabriken. En terpentinfabrik anlades 1903. 1909 anlades en spritfabrik och 1912 anlades kvistpappersbruket. Sulfat- och sulfitfabrikerna moderniserades under 1920-talet. 1931 stod en blekerianläggning klar.
Skutskärs bruk har under hela 1900-talet byggts ut ett antal gånger. Tillverkningen av sulfitmassa lades ned 1976. Stora investeringar under slutet av 1990-talet och början av 2000-talet har gjort att Skutskärs bruk, som har 540 anställda, i dag producerar cirka 540 000 ton fluff- och pappersmassa. Stora (Stora Kopparberg) gick 1998 samman med finländska Enso, vilket resulterade i Stora Enso, som numera driver fabriken.

### Bankväsende
Handelsbanken hade länge kontor i Skutskär sedan år 1917 när man tog över Norrlandsbanken och dess kontor på orten, men kontoret blev nedlagt 2021. Även Uplandsbanken har under en period ett period ett kontor på orten, men det drogs in på 1980-talet. Orten har även ett tidigare sparbankskontor (från tidigare Gävleborgs sparbank) som numera ingår i Swedbank.

## Sport
I Skutskär finns idrottsföreningen Skutskärs IF, där det finns skilda verksamheter inom bandy och fotboll. Det är inom bandy man har haft det största framgångarna.
Skutskärs Innebandyklubb skapades 2001 genom en sammanslagning av Skutskärs OK och Finska Föreningen. Klubben har flera ungdomslag och ett A-lag som spelar i Herrar Division 1 Östra Svealand samt ett B-lag som spelar i division 4 Gästrikland/Dalarna.

### Bandy
1915 startades verksamheten i Skutskärs IF Bandyklubb och den 20 juli 1920 invigdes Skutskärs IP. Sedan starten har Skutskärs IF varit i SM-final sex gånger. 1944 vann man första gången, då man besegrade Västerås SK med 2-0. 1959 spelade man åter final mot Västerås SK, och denna gång vann man med 2-1 på Stockholms stadion, där ett publikrekord sattes med 28 848 åskådare, ett rekord som stod sig fram till SM-finalen i bandy 2013.
Skutskärs IF har under 2000-talet oftast spelat i division 1, men var uppe i Allsvenskan säsongen 2000/2001. Bandyn har länge varit ortens stolthet. Ute i Sverige är Skutskär känt för pappersmassafabriken och bandyn. Men i slutet av oktober 2007 kom Älvkarleby kommun med förslaget att stänga den konstfrusna bandybanan från säsongen 2008/2009, vilket kom som en stor chock inom samhället. Skutskärs IF satsade då på att ta över bandyplanen och bygga en bandyhall som skulle stå klar till säsongen 2009/2010. I november enades man om att Älvkarleby kommun skulle driva banan även säsongen 2008/2009, tills bandyhallen stod klar.
Klubben har fostrat flera framgångsrika spelare genom åren. Till de tidigare av dessa hör Henry Muhrén och den legendariske målvakten Bosse Nilsson och till de senare Magnus Muhrén och målvakten Joel Othén.

## Kända personer från Älvkarleby/Skutskär
- Stig Dagerman, författare
- Artur Erikson, sångarpastor och evangelist i Svenska Missionsförbundet
- Bror Hjorth, konstnär
- Israel Hwasser, läkare
- Magnus Muhrén, bandyspelare
- Bosse Nilsson, bandymålvakt, bandy-, fotbolls- och ishockeydomare
- Per Olsson, fotbollstränare
- Jesse Puljujärvi, ishockeyspelare
- Anders Östling, bandyspelare
- Gunilla Andersson Stampes, ishockeyspelare